# نبرد لیندانیسه
نبرد لیندانیسه (دانمارکی: Lyndanisse) بخشی از جنگ صلیبی لیوونی مابین پادشاهی دانمارک به‌همراه متحدان مختلف ژرمن‌ها با قبایل استونیایی بود.
این نبرد به والدمار دوم پادشاه دانمارک کمک کرد قلمرو دوک‌نشین استونی (استونی دانمارک) را در طول جنگ‌های صلیبی شمالی به درخواست پاپ ایجاد کند. نبرد لیندانیسه که با شکست استونیایی‌ها همراه بود در مکان فعلی شهر تالین در تاریخ ۱۵ ژوئن ۱۲۱۹ میلادی رخ داده بود.